# Foyle (flod)
 For alternative betydninger, se Foyle. (Se også artikler, som begynder med Foyle)
Foyle er en flod på øen Irland. Den løber gennem County Londonderry, og ud i Lough Foyle, en fjordarm af Atlanterhavet, ved Londonderry. Med sine 129 km er den blandt Irlands længste floder.